# The Diamond from the Sky
The Diamond from the Sky foi um seriado estadunidense de 1915, em 30 capítulos, dirigido por Jacques Jaccard e William Desmond Taylor, e estrelado por Charlotte Burton, William Russell, e Irving Cummings. O seriado foi produzido pela American Film Company e apresentado nos cinemas, nos Estados Unidos, entre 3 de maio e 22 de novembro de 1915. O filme, atualmente, é considerado perdido.

## Sinopse

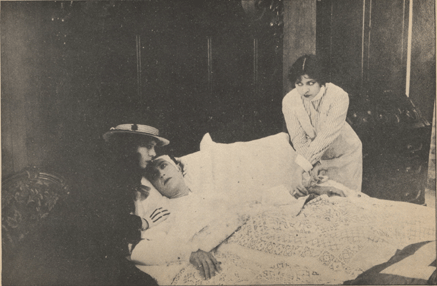
Cena de The Diamond from the Sky

O seriado relata a procura do The Diamond From the Sky, que posteriormente se torna a herança da família Stanley, e o início do primeiro capítulo mostra a intensa rivalidade entre o Coronel Arthur Stanley e o juiz Lamar Stanley, aristocratas de Virginia e descendentes de Lord Arthur Stanley, duzentos anos depois.
Quando uma filha nasce da jovem esposa do Coronel Arthur Stanley, para conservar o título de conde e “The Diamond From the Sky”, ele compra um menino cigano recém-nascido e substitui seu bebê. O juiz Lamar Stanley visita o Coronel Arthur Stanley para conhecer a criança, quando Hagar, a mulher cigana, irrompe no quarto para reclamar seu filho, e o Coronel cai inconsciente sobre a mesa da biblioteca.

## Produção
- Com finalidade promocional, a história foi proposta de forma inacabada, da mesma maneira que ocorrera com The Million Dollar Mystery, e foi oferecido um prêmio para quem escrevesse a melhor continuidade; o vencedor do prêmio foi Terry Ramsaye.[4]

- Foi feita uma sequência para o seriado, denominada The Sequel to the Diamond From the Sky,[5] em 1916, com os mesmos atores e sob a mesma direção.
- A locação das filmagens foi em Santa Bárbara, Califórnia.

## Elenco

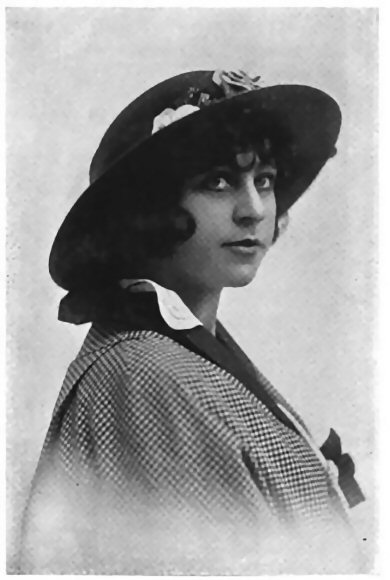
Charlotte Burton, atriz do seriado.

- Charlotte Burton .... Vivian Marston
- William Russell .... Blair Stanley
- Irving Cummings …. Arthur Stanley, II
- Lottie Pickford .... Esther Stanley, a cigana. O papel fora planejado para a irmã de Pickford, Mary Pickford.[6]
- Eugenie Forde .... Hagar Harding
- George Periolat .... Luke Lovell
- Orral Humphrey .... Marmaduke Smythe
- William Tedmarsh .... Quabba, the Hunchback
- Hart Hoxie .... Matt Hardigan
- George Field
- Rhea Mitchell
- Roy Stewart
- Charles Watt

## Capítulos
1. A Heritage of Hate
2. Eye for an Eye
3. The Silent Witness
4. The Prodigal's Progress
5. For the Sake of a False Friend
6. The Queen of Love and Beauty
7. The Fox and the Pig
8. A Mind in the Past
9. A Runaway Match
10. Old Foes with New Faces
11. Over the Hills and Far Away
12. To the Highest Bidder
13. The Man in the Mask
14. For Love and Money
15. Desperate Chances
16. The Path of Peril

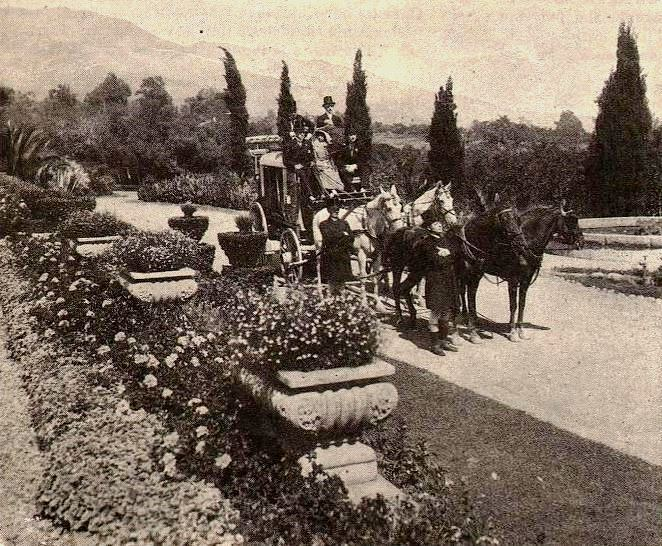
Cena de The Diamond from the Sky

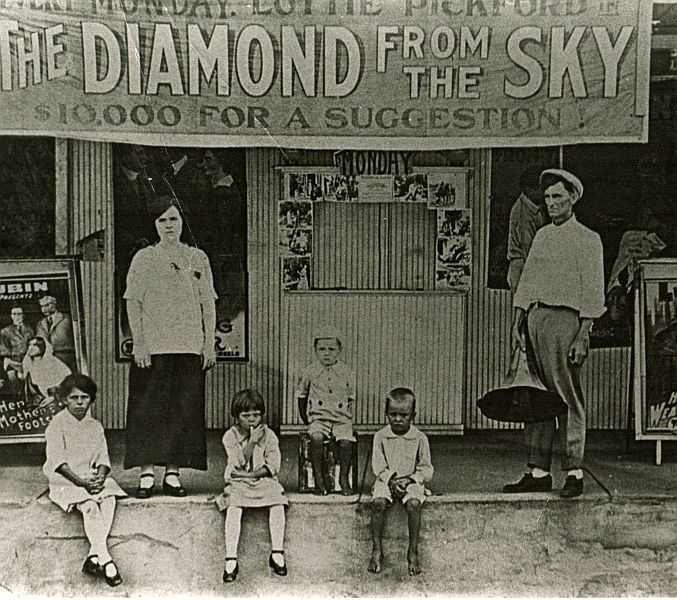
Fotografia tirada em torno de 1916, mostrando em Rockwall, Texas, um cartaz onde é prometida a quantia de $10.000 pela sugestão sobre a sequência do seriado.

17. King of Diamonds and Queen of Hearts
18. Charm Against Harm
19. Fire Fury and Confusion
20. The Soul Stranglers
21. The Lion's Bride
22. The Rose in the Dust
23. The Double Cross
24. The Mad Millionaire
25. A House of Cards
26. The Garden of the Gods
27. Mine Own People
28. The Falling Aeroplane
29. A Deal with Destiny
30. The American Earl.